# 蒙卡约堡
蒙卡约堡是西班牙阿拉贡自治区萨拉戈萨省的一个市镇。 总面积14平方公里，总人口127人（2001年），人口密度9人/平方公里。